# 伊利集団
内蒙古伊利実業集団股份有限公司（うちもうこ-いり-じつぎょうしゅうだん-こふんゆうげんこうし  SSE: 600887）は、中華人民共和国の主要乳製品メーカーの一つ。本社は内モンゴル自治区フフホト市トゥムド左旗の金川開発区にある。伊利の生産した乳種類の食品は「伊利」ブランドとして、アイスクリーム、アイスキャンデー、粉ミルク、粉ミルクティー、ヨーグルト、チーズなどの千余種を生産し、中国のスーパーマーケットで常にみられる。
中国初のISO 9000認証取得食品会社であり、1998年の中国品質管理協会による抜き取り検査において合格率100パーセントを記録するなど、品質には定評がある。
2007年3月に正式に香港消費者小売市場に参入し、将来は香港証券取引所に上場する計画である。
2008年と2022年北京オリンピックの公式スポンサーとなり、中国で著名な陸上選手である劉翔をイメージキャラクターに起用した。